# كاسيانو تشافاريا
كاسيانو خوسيه تشافاريا (بالإسبانية: Casiano Chavarría)‏ (3 أغسطس 1901 في لاباز – تاريخ الوفاة غير معلوم) لاعب كرة قدم بوليفي راحل كان يجيد اللعب في خط الدفاع .
لعب طوال مسيرته الرياضية في نادي كالافيرا لاباز . شارك مع منتخب بوليفيا في بطولة كأس أمريكا الجنوبية مرتين في 1926 و 1927 وبطولة كأس العالم 1930 في الأوروغواي .

## روابط خارجية
- كاسيانو تشافاريا على موقع الاتحاد الدولي (مؤرشف)  (الإنجليزية)
- كاسيانو تشافاريا على موقع قاعدة بيانات كرة القدم.إي يو (الإنجليزية)
- كاسيانو تشافاريا على موقع ناشيونال فوتبول تيمز (الإنجليزية)
- كاسيانو تشافاريا على موقع Soccerway.com (الإنجليزية)
- كاسيانو تشافاريا على موقع عالم كرة القدم.نت (الإنجليزية)